# Gokayama
Gokayama (五箇山) es un área dentro de la ciudad de Nanto en la prefectura de Toyama, Japón. Fue inscrita por la Unesco en la lista de Patrimonio de la Humanidad por sus tradicionales casas de estilo gasshō-zukuri, junto con la cercana Shirakawa-gō en la prefectura de Gifu. La supervivencia de este tradicional estilo arquitectónico se atribuye a la ubicación aislada de la parte superior del río Shōgawa . El estilo de vida y la cultura sigue siendo muy tradicional tras que la mayor parte del país se modernizó. Muchas de las casas tienen más de 300 años de antigüedad.
La región de Gokayama incluye los antiguos pueblos de Taira, Kamitaira, y Toga.

## Ainokura
La aldea de Ainokura (相倉集落, Ainokura shuraku), en la región de Gokayama, fue inscrita en la Lista del Patrimonio Mundial en diciembre de 1995 como una de las tres aldeas de casas de estilo gassho.
Ainokura tiene 20 casas de estilo gassho conocidas como minka. La mayoría de ellos tienen entre 100 y 200 años, y se dice que el más antiguo se construyó hace unos 400 años. El techo de gassho tiene una pendiente de unos 60 grados, formando un triángulo casi equilátero. Esta pendiente pronunciada permite que la nieve se deslice fácilmente del techo. El enorme techo está sostenido por fuertes vigas de roble llamadas chonabari , que son curvas en la base. Los techos se vuelven a techar cada 15 o 20 años. Hoy en día esto lo hace la Cooperativa de Propietarios Forestales de Gokayama.